# Hišni pripor (film)
Hišni pripor (izviren angleški naslov: Housebound) je novozelandska komična grozljivka iz leta 2014. Film je delo režiserja in scenarista Gerarda Johnstona, ki je tako posnel svoj prvi film. Film je doživel svojo svetovno premiero 10. marca 2014 na filmskem festivalu South by Southwest. V njem Morgana O'Reilly igra žensko, ki je obsojena na hišni pripor v domnevno obsedeni hiši.

## Vsebina
Kyle je problematična mlada ženska, ki skuša okrasti bankomat, vendar jo skupaj z njenim sodelavcem ujame policija. Kyle je tako obsojena na hišni pripor pri svoji mami Miriam za osem mesecev. Kyle se z mamo in njenim očimom Graemejem ne razume najbolje, saj ne počneta nič zanimivega. Varnostni delavec Amos pojasni Kyle, da bo naprava na njenem gležnju obvestila policijo, če bo zapustila območje hiše svoje mame.
Kyle je zelo šokirana, ko njena mama pokliče na radio, da je hiša obsedena. Potem ko jo nekaj zagrabi za gleženj v kleti, je Kyle prepričana da gre za vlomilca. Amos vzame Miriamine besede o obsedeni hiši zelo resno in obljubi, da se bo vrnil z opremo za duhove in opravil raziskavo hiše zastonj, čeprav se Kyle zdi to bedno.
Po nekaj čudnih dejavnostih v hiši, postane tudi Kyle prepričana, da je duh v hiši. Dennis, psiholog, ki je zadolžen za Kyle je mnenja, da gre le za možne blodnje Kyle in Miriam. Ko Graeme pove Kyle, da se je v hiši nekoč zgodil umor, kar le poveča Amosovo zanimanje. Med obiskom, Dennisa napade neznana sila. Policija je skeptična glede Miriam, ki jim pove da so v hiši duhovi, zato se odločijo da ne bodo raziskovali naprej.
Ker imata Amos in Kyle za umore v hiši na sumu soseda, se Kyle vtihotapi v sosedovo hišo, vendar ga zbudi. Ker misli, da jo zasleduje ponesreči zabode Graemeja, ki je tako hospitaliziran. Amosu nato sosed pove, da ni morilec in da je nekoč posvojil dečka Eugena, ki je bil mojster za popravila mehanike in elektronike. Eugene naj bi nato izginil in sosed meni, da je bil on morilec v hiši.
Medtem Kyle odkrije Eugenove skrivne hodnike po hiši, od koder pobegne. Amos tako pove policiji noro zgodbo o skrivnih hodnikih serijskega morilca, vendar policija ne najde nobenih dokazov. Dennis vse prepriča, da bi bilo za Kyle najboljše da je hospitalizirana v psihiatrično bolnišnico. Izkaže se, da je bil morilec pred leti Dennis, ki tako napade Kyle in Miriam, kateri pobegneta v skrivne predore, kjer srečata Eugena.
Ugotovita, da je pravzaprav Eugene povzročal paranormalne aktivnosti po hiši. Sprva se ga bojita, vendar kmalu ugotovita da je prijazen. Dennis zabode Eugena in začne daviti Miriam. Eugene poda Kyle orožje s katerim zabode Dennisa. Ko Dennis ugotovi, da je bodalo povezano z dolgim kablom, Eugene sproži elektriko in tako raznese Dennisovo glavo. Mesece kasneje Amos odstrani Kyle napravo iz gležnja. Izkaže se, da je Eugene končno postal član (čeprav večinoma neviden) družine.

## Igralci
- Morgana O'Reilly kot Kylie Bucknell
- Rima Te Wiata kot Miriam Bucknell
- Glen-Paul Waru kot Amos
- Cameron Rhodes kot Dennis
- Ross Harper kot Graeme
- Ryan Lampp kot Eugene